# Zodiac (годинники)
Zodiac Watches — це бренд швейцарських годинників, що належить і виробляється Fossil Group.

## Історія

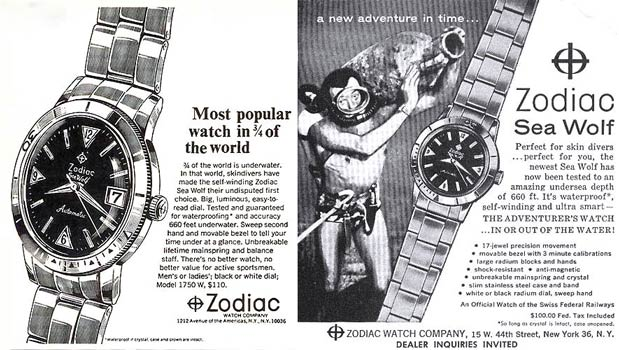
Вінтажна реклама моделі Sea Wolf

У 1882 році Аріст Калам заснував майстерню з виробництва годинників у містечку Ле-Локль, кантон Невшатель, Швейцарія. Компанія була заснована під назвою «Ariste Calame», пізніше була перейменована на «Zodiak». Назва «Zodiak» використовувалась раніше, ніж була зареєстрована у 1908 році. Син засновника, Луї Аріст Калам, навчався у годинникарській школі, після чого почав брати участь у бізнесі в 1895 році, цього року ж очолив бізнес. 
Перші плоскі кишенькові годинники були представлені широкому загалу в 1928 році і використовували унікальний калібр 1617 Zodiac. У 1930 році компанія розробила та випустила перші автоматичні спортивні годинники. Пізніше на світ з'явилась популярна модель Zodiac Autographic. Ця модель мала механізм з автозаведенням, датчик запасу потужності, незламним кристалом і радієвим циферблатом, а також був стійким до води та ударів. У 1953 році Zodiac представив модель Sea Wolf як перший у світі спеціально виготовлений «годинник для пірнання». Сьогодні годинники Sea Wolf і його наступник, Super Sea Wolf початку 1970-х років, вважаються двома найбільш знаковими комерційними годинниками для дайвінгу в історії. 
Завдяки запатентованій компанією системі коронки/ствола та покращеному дизайну задньої частини корпусу, показник протистояння водяному тиску у моделі Super Sea Wolf збільшився від 200 метрів глибини занурення у його попередника до 750 метрів глибини. Коли на початку 1970-х років була представлена модель Super Sea Wolf з можливість занурення на глибину 750 метрів, підрозділ Військово-морських сил США "Морські котики" взяли його на озброєння; Zodiac оголосив про це рекламних журналах того дня.